# Рич
 Тази статия е за селото в Северна Македония.  За окръга в САЩ вижте Рич (окръг).  
Рич (на македонска литературна норма: Рич) е село в община Струмица на Северна Македония. Населението е 503 души (1948).

## География
Селото е разположено западно от Струмица.

## История
През XIX век селото е чисто българско. В „Етнография на вилаетите Адрианопол, Монастир и Салоника“, издадена в Константинопол в 1878 година и отразяваща статистиката на населението от 1873 година, Рич (Ritche) е посочено като село с 45 домакинства, като жителите му са 169 българи. Според статистиката на Васил Кънчов („Македония. Етнография и статистика“) от 1900 година селото е населявано от 225 жители, всички българи християни.
В началото на XX век цялото село е под върховенството на Българската екзархия. По данни на секретаря на екзархията Димитър Мишев („La Macédoine et sa Population Chrétienne“) през 1905 година в селото има 280 екзархисти. Там функционира българско училище.
В селото има комитет на ВМОРО, възстановен в края на 1909 година от Христо Чернопеев, Михаил Думбалаков, Костадин Самарджиев – Джемото.
При избухването на Балканската война през 1912 година трима души от селото са доброволци в Македоно-одринското опълчение. Селото е освободено от османска власт през по време на войната от четите на Думбалаков и Хаджиманов, които разбиват край него един турски ескадрон и го спасяват от разоряване. След Междусъюзническата война селото попада в Сърбия.
Църквата „Свети Илия“ е от 1935 година върху храм от XIX век.
Според преброяването от 2002 година селото има 382 жители.
Според данните от преброяването през 2021 г. Рич има 315 жители.
| Националност     | Всичко |
| северномакедонци | 291    |
| албанци          | 0      |
| турци            | 0      |
| роми             | 0      |
| власи            | 0      |
| сърби            | 0      |
| бошняци          | 0      |
| други            | 24     |

В селото има основно училище „Маршал Тито“ и църква „Свети Кирил и Методий“.

## Личности
Родени в Рич
- Камче Иванов, македоно-одрински опълченец, 1-ва рота на 3-та солунска дружина[11]
- Спас Велков (о. 1893 – 1913), македоно-одрински опълченец, 3-та рота на 4-та битолска дружина, убит на 26 януари 1913 година в боя при Шаркьой[12]
- Тимо Рички, войвода на ВМОРО, сътрудник на Иван Николаев, действал в Струмишко в 1912 година[13][14]
- Трендо Костадинов, македоно-одрински опълченец, 1-ва рота на 3-та солунска дружина[15]